# Синя морска мида
Синята морска мида (Mytilus edulis) е ядивна мида от семейство Mytilidae.

## Описание
Формата на мидата е триъгълна, удължена, със заоблени ръбове. Черупката ѝ е гладка, синьо-виолетова, черна или кафява на цвят. Обикновено живее в приливни зони, прикрепена към скали посредством здрави нишковидни структури, образувани от секреция на жлези, които се намират в крака на мидата. Среща се и се лови из цял свят. Мидата се храни с широк спектър от планктотрофни организми.
Способността на вида да удебелява черупката си представлява много ефективен защитен механизъм. В присъствието на хищници, мидата може да увеличи дебелината на черупката си до 5 – 10%, което увеличава с 50% усилията, нужни за отварянето ѝ.

## Стопанско значение
В Европа най-големите производители на черни морски миди са Франция, Нидерландия, Великобритания и Ирландия. Общото производство на Европейския съюз към 2007 г. възлиза на 175 934 тона. В световен мащаб, освен ЕС, най-големите производители на миди са Китай, Чили и Нова Зеландия.
Обикновено мидите се консумират след топлинна обработка. Продават се главно живи, но и под формата на обработени продукти, консервирани или мариновани.
- Разтворена синя морска мида.
- Живи сини морски миди върху скали.
- Миди, сготвени със сирене.